# Moses Schönfinkel

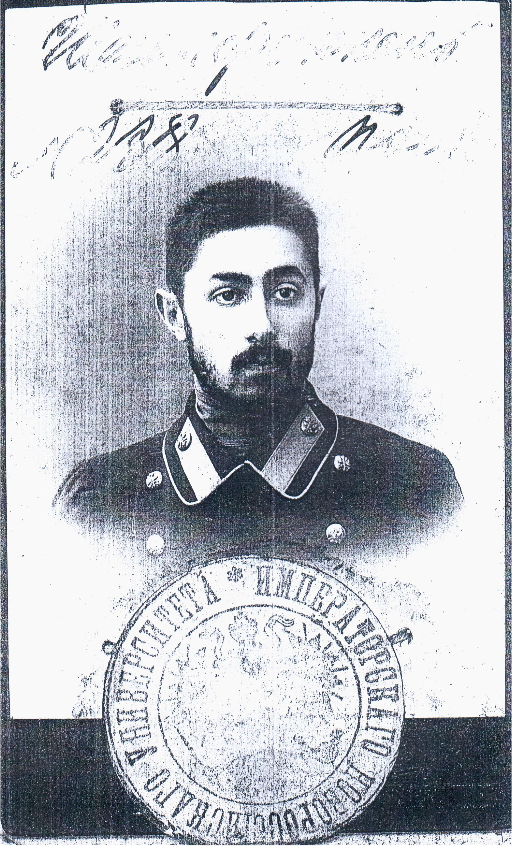
Moses Schönfinkel

Moses Schönfinkel (1888–1942) – ukraińsko-radziecki matematyk i logik pochodzenia żydowskiego. Zapoczątkował rozwój logiki kombinatorycznej.